# Distrito de Rasht
Rasht (en tayiko: Ноҳияи Рашт) es un distrito de Tayikistán, en la Región bajo subordinación republicana . 
Comprende una superficie de 5 347 km².
El centro administrativo es la ciudad de Gharm.

## Demografía
Según estimación 2009 contaba con una población total de 103 057 habitantes.

## Otros datos
El código ISO es TJ.RR.GA, el código postal 734060 y el prefijo telefónico +992 3131.